# Verwaltungsgemeinschaft Türkheim
Die Verwaltungsgemeinschaft Türkheim im schwäbischen Landkreis Unterallgäu besteht seit der Gemeindegebietsreform am 1. Mai 1978. Ihr gehören als Mitgliedsgemeinden an:
1. Amberg, 1484 Einwohner, 11,01 km²
2. Rammingen, 1515 Einwohner, 19,26 km²
3. Türkheim, Markt, 7092 Einwohner, 31,56 km²
4. Wiedergeltingen, 1445 Einwohner, 11,55 km²

Sitz der Verwaltungsgemeinschaft ist Türkheim.

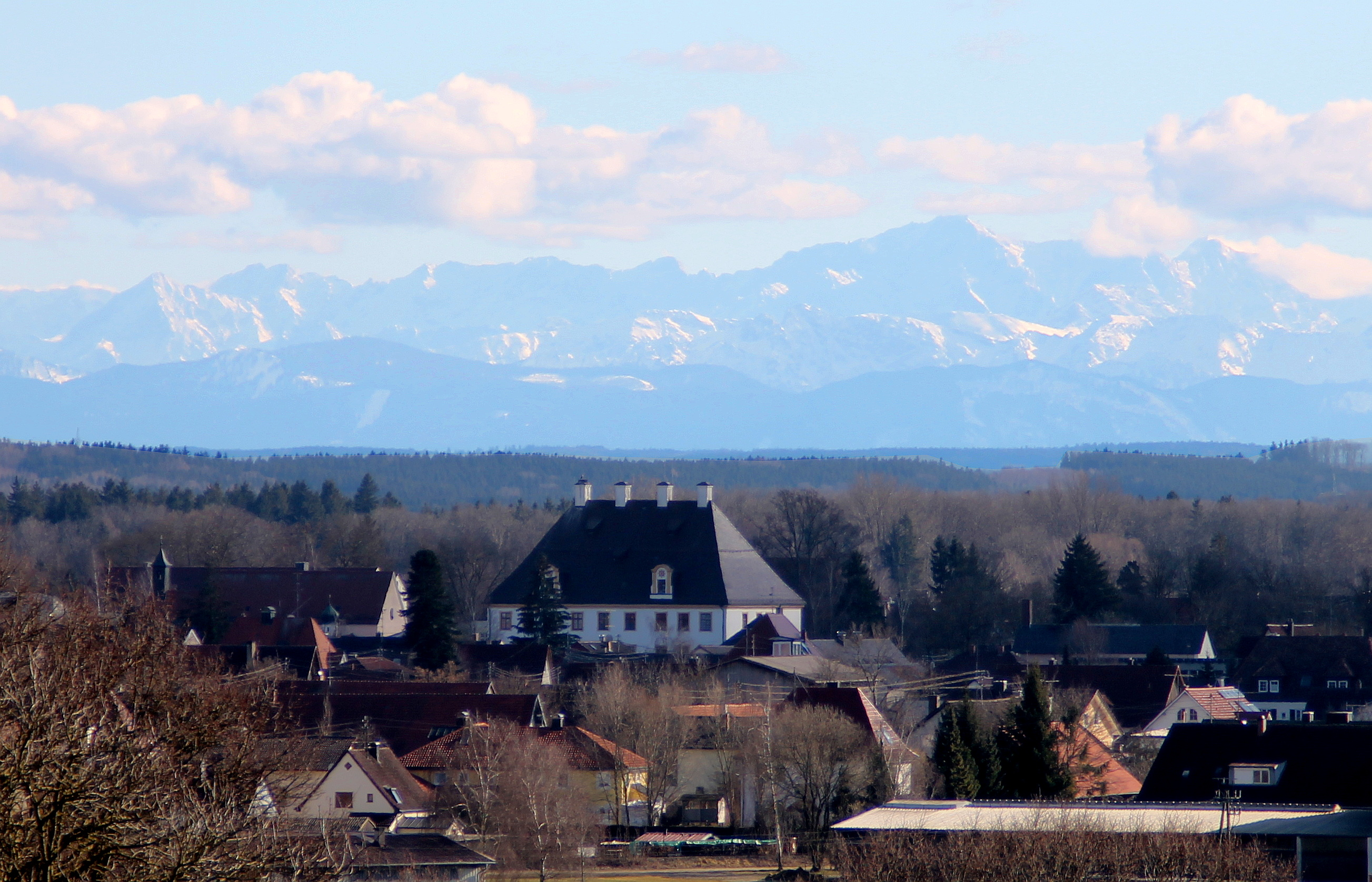
Das ehemalige Schloss in Türkheim, heute Sitz der Verwaltungsgemeinschaft